# Klára Koukalová
Klára Koukalová (Praag, 24 februari 1982) is een voormalig professioneel tennisspeelster uit Tsjechië. Haar favoriete ondergrond is gravel. Zij speelt rechtshandig en heeft een tweehandige backhand. Zij was actief in het internationale tennis van 1998 tot in 2016.

## Persoonlijk
Koukalová trouwde in juni 2006 met Jan Zakopal, een Tsjechisch voetballer. Daarna kwam zij op toernooien uit onder de naam Klára Zakopalová. In januari 2014 scheidde zij echter en speelde vanaf april 2014 terug onder haar eigen naam.

## Loopbaan
Gedurende haar enkelspelcarrière wist Koukalová vijftien WTA-finales te bereiken – hiervan kon zij er drie winnen. Twee toernooiwinsten behaalde zij in 2005, vóór haar huwelijk. De eerste overwinning boekte zij op het Nederlandse toernooi van Rosmalen, de tweede op het Sloveense toernooi van Portorož. Het duurde tot na haar scheiding in 2014 voor zij de derde WTA-enkelspeltitel op haar conto kon bijschrijven, op het Braziliaanse toernooi van Florianópolis.
In het dubbelspel bereikte Koukalová tien finales, waarvan zij er vier won.

## Posities op deWTA-ranglijst
Positie per einde seizoen:
| jaar | rang enkelspel | rang dubbelspel |
| ---- | -------------- | --------------- |
| 1998 | 708            | –               |
| 1999 | 479            | –               |
| 2000 | 183            | –               |
| 2001 | 138            | 204             |
| 2002 | 120            | 812             |
| 2003 | 62             | –               |
| 2004 | 46             | –               |
| 2005 | 36             | 836             |
| 2006 | 125            | 813             |
| 2007 | 62             | 675             |
| 2008 | 75             | 223             |
| 2009 | 95             | 113             |
| 2010 | 41             | 114             |
| 2011 | 41             | 52              |
| 2012 | 28             | 76              |
| 2013 | 35             | 76              |
| 2014 | 41             | 37              |
| 2015 | 106            | 127             |
| 2016 | 292            | 875             |

## Palmares
| Legenda                | Legenda                  |
| ---------------------- | ------------------------ |
| Grandslamtoernooi      |                          |
| Olympische Spelen      |                          |
| Year-End Championships |                          |
| tot 2009               | 2009 – 2020 / vanaf 2021 |
| Tier I                 | Premier Mandatory        |
| Tier II                | Premier Five / WTA 1000  |
| Tier III               | Premier / WTA 500        |
| Tier IV & V            | International / WTA 250  |
|                        | Challenger / WTA 125     |

### WTA-finaleplaatsen enkelspel
| nr.              | finale     | toernooi           | ondergrond | tegenstandster          | score          |         |
| ---------------- | ---------- | ------------------ | ---------- | ----------------------- | -------------- | ------- |
| gewonnen finales |            |                    |            |                         |                |         |
| 1.               | 2005-06-18 | WTA Rosmalen       | gras       | Lucie Šafářová          | 3-6, 6-2, 6-2  | details |
| 2.               | 2005-09-25 | WTA Portorož       | hardcourt  | Katarina Srebotnik      | 6-2, 4-6, 6-3  | details |
| 3.               | 2014-03-01 | WTA Florianópolis  | hardcourt  | Garbiñe Muguruza        | 4-6, 7-5, 6-0  | details |
| verloren finales |            |                    |            |                         |                |         |
| 1.               | 2001-05-20 | WTA Antwerpen      | gravel     | Barbara Rittner         | 1-6, 2-6       | details |
| 2.               | 2002-07-14 | WTA Casablanca     | gravel     | Patricia Wartusch       | 7-5, 3-6, 3-6  | details |
| 3.               | 2003-08-02 | WTA Sopot          | gravel     | Anna Smashnova          | 2-6, 0-6       | details |
| 4.               | 2004-06-19 | WTA Rosmalen       | gras       | Mary Pierce             | 6-7, 2-6       | details |
| 5.               | 2004-08-14 | WTA Sopot          | gravel     | Flavia Pennetta         | 5-7, 6-3, 3-6  | details |
| 6.               | 2005-07-24 | WTA Palermo        | gravel     | Anabel Medina Garrigues | 4-6, 0-6       | details |
| 7.               | 2008-02-17 | WTA Viña del Mar   | gravel     | Flavia Pennetta         | 4-6, 4-5, opg. | details |
| 8.               | 2010-08-08 | WTA Kopenhagen     | tapijt     | Caroline Wozniacki      | 2-6, 6-7       | details |
| 9.               | 2010-09-26 | WTA Seoel          | hardcourt  | Alisa Klejbanova        | 1-6, 3-6       | details |
| 10.              | 2013-01-05 | WTA Shenzhen       | hardcourt  | Li Na                   | 3-6, 6-1, 5-7  | details |
| 11.              | 2014-01-11 | WTA Hobart         | hardcourt  | Garbiñe Muguruza        | 4-6, 0-6       | details |
| 12.              | 2014-02-23 | WTA Rio de Janeiro | gravel     | Kurumi Nara             | 1-6, 6-4, 1-6  | details |

### WTA-finaleplaatsen vrouwendubbelspel
| nr.              | finale     | toernooi       | ondergrond    | partner                    | tegenstandsters                       | score            |         |
| ---------------- | ---------- | -------------- | ------------- | -------------------------- | ------------------------------------- | ---------------- | ------- |
| gewonnen finales |            |                |               |                            |                                       |                  |         |
| 1.               | 2011-06-18 | WTA Rosmalen   | gras          | Barbora Záhlavová-Strýcová | Flavia Pennetta Dominika Cibulková    | 1-6, 6-4, [10-7] | details |
| 2.               | 2013-07-21 | WTA Båstad     | gravel        | Anabel Medina Garrigues    | Alexandra Dulgheru Flavia Pennetta    | 6-1, 6-4         | details |
| 3.               | 2014-01-04 | WTA Shenzhen   | hardcourt     | Monica Niculescu           | Ljoedmyla Kitsjenok Nadija Kitsjenok  | 6-3, 6-4         | details |
| 4.               | 2014-01-11 | WTA Hobart     | hardcourt     | Monica Niculescu           | Lisa Raymond Zhang Shuai              | 6-2, 6-7, [10-8] | details |
| verloren finales |            |                |               |                            |                                       |                  |         |
| 1.               | 2001-09-23 | WTA Québec     | tapijt (i)    | Alena Vašková              | Samantha Reeves Adriana Serra Zanetti | 5-7, 6-4, 3-6    | details |
| 2.               | 2009-07-26 | WTA Portorož   | hardcourt     | Camille Pin                | Julia Görges Vladimíra Uhlířová       | 4-6, 2-6         | details |
| 3.               | 2009-10-24 | WTA Moskou     | hardcourt (i) | Maria Kondratjeva          | Maria Kirilenko Nadja Petrova         | 2-6, 2-6         | details |
| 4.               | 2011-07-17 | WTA Palermo    | gravel        | Andrea Hlaváčková          | Flavia Pennetta Sara Errani           | 5-7, 1-6         | details |
| 5.               | 2013-06-22 | WTA Eastbourne | gras          | Monica Niculescu           | Nadja Petrova Katarina Srebotnik      | 3-6, 3-6         | details |
| 6.               | 2014-04-13 | WTA Katowice   | hardcourt     | Monica Niculescu           | Joelija Bejhelzymer Olha Savtsjoek    | 4-6, 7-5, [7-10] | details |

### Gewonnen ITF-toernooien enkelspel
| nr. | finale     | toernooi  | dotatie   | tegenstandster in finale | score          |
| --- | ---------- | --------- | --------- | ------------------------ | -------------- |
| 1.  | 1999-07-04 | Alkmaar   | $ 10.000  | Janet Bergman            | 6-2, 6-1       |
| 2.  | 2000-06-25 | Sopot     | $ 25.000  | Syna Schmidle            | 7-67, 6-3      |
| 3.  | 2000-08-27 | Maribor   | $ 25.000  | Angelika Rösch           | 7-5, 6-4       |
| 4.  | 2001-06-17 | Marseille | $ 50.000  | Karina Habšudová         | 6-4, 4-6, 7-63 |
| 5.  | 2002-06-09 | Caserta   | $ 50.000  | Mariana Díaz Oliva       | 7-64, 5-7, 7-5 |
| 6.  | 2007-06-17 | Zlín      | $ 50.000  | Petra Kvitová            | 6-4, 6-1       |
| 7.  | 2010-06-13 | Marseille | $ 100.000 | Johanna Larsson          | 6-3, 6-3       |

## Resultaten grandslamtoernooien
| Legenda | Legenda                          |
| ------- | -------------------------------- |
| g.t.    | geen toernooi gehouden           |
| l.c.    | lagere categorie                 |
| –       | niet deelgenomen                 |
| G       | uitgeschakeld in de groepsfase   |
| 1R      | uitgeschakeld in de eerste ronde |
| 2R      | uitgeschakeld in de tweede ronde |
| 3R      | uitgeschakeld in de derde ronde  |
| 4R      | uitgeschakeld in de vierde ronde |
| KF      | uitgeschakeld in de kwartfinale  |
| HF      | uitgeschakeld in de halve finale |
| F       | de finale verloren               |
| W       | het toernooi gewonnen            |
| w-v     | winst/verlies-balans             |

### Enkelspel
| Toernooi        | 2003 | 2004 | 2005 | 2006 | 2007 | 2008 | 2009 | 2010 | 2011 | 2012 | 2013 | 2014 | 2015 | 2016 |
| --------------- | ---- | ---- | ---- | ---- | ---- | ---- | ---- | ---- | ---- | ---- | ---- | ---- | ---- | ---- |
| Australian Open | 3R   | 1R   | 2R   | 1R   | 1R   | 1R   | 1R   | 1R   | 2R   | 1R   | 2R   | 1R   | 2R   | 1R   |
| Roland Garros   | 1R   | 2R   | 2R   | 1R   | –    | 2R   | 1R   | 2R   | 1R   | 4R   | 1R   | 1R   | 1R   | –    |
| Wimbledon       | 1R   | 2R   | 1R   | 1R   | –    | 1R   | 1R   | 4R   | 3R   | 3R   | 3R   | 2R   | 1R   | –    |
| US Open         | 1R   | 1R   | 1R   | 1R   | 1R   | 1R   | –    | 1R   | 1R   | 1R   | 1R   | 1R   | 1R   | –    |

### Vrouwendubbelspel
| Toernooi        | 2005 | 2006 | 2007 | 2008 | 2009 | 2010 | 2011 | 2012 | 2013 | 2014 | 2015 |
| --------------- | ---- | ---- | ---- | ---- | ---- | ---- | ---- | ---- | ---- | ---- | ---- |
| Australian Open | –    | 1R   | –    | 2R   | 1R   | –    | 2R   | 1R   | 1R   | 2R   | 1R   |
| Roland Garros   | 1R   | 1R   | –    | 1R   | –    | 1R   | 2R   | 3R   | 1R   | 2R   | 1R   |
| Wimbledon       | 1R   | 1R   | 1R   | 1R   | –    | 2R   | 2R   | 1R   | 1R   | 2R   | 1R   |
| US Open         | 1R   | 1R   | 1R   | 1R   | –    | 2R   | 1R   | 2R   | 1R   | 3R   | 1R   |

### Gemengd dubbelspel
| Toernooi        | 2011 |    | 2014 |
| --------------- | ---- | -- | ---- |
| Australian Open | –    | –  |      |
| Roland Garros   | 1R   | –  |      |
| Wimbledon       | –    | 1R |      |
| US Open         | –    | 1R |      |